# Aéroport de León

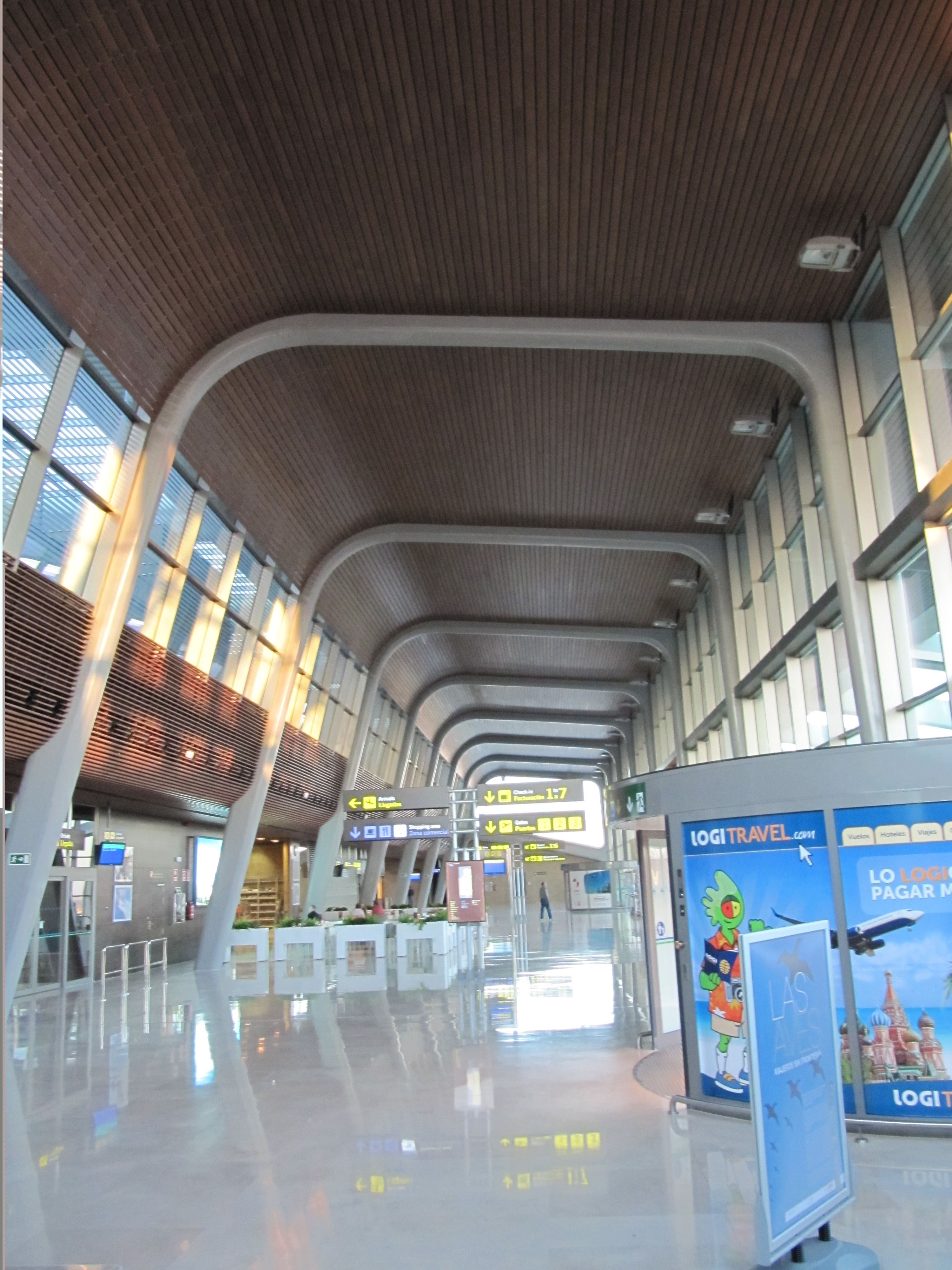
À l'intérieur du terminal.

L'aéroport de León, en espagnol Aeropuerto de León ou Aeropuertu de Llión en léonais (IATA : LEN, ICAO : LELN) est un aéroport espagnol d'Aena situé dans les municipalités de Valverde de la Virgen et de San Andrés del Rabanedo, 6 km à l'ouest de la ville de León, Espagne.
C'est l'aéroport situé à la plus haute altitude de la péninsule ibérique (916,50 m) et l'une des plus anciennes bases aériennes d'Espagne.

## Histoire
L’origine de l’aéroport de León remonte à 1920, lorsque le futur aérodrome militaire de León apparaît par arrêté ministériel. Ce n'est qu'en 1924 que débutent les travaux dans le but de créer un aéroport d'échelle pour les dirigeables de la ligne aérienne Asturies-Madrid. En 1929, l'aéroport est provisoirement autorisé à fournir ses premiers services de navigation aérienne commerciaux.
Pendant la guerre civile, l'aérodrome de León devient le siège de nombreuses unités aériennes, ce qui est essentiel pour comprendre son histoire car, après la guerre, il a été catalogué dans la "classe A", permettant ainsi cette croissance au cours de la décennie des 40.
C'est à ce moment-là qu'il a été décidé de créer l'Académie de l'aviation.

### Ouverture au Trafic Civil
En 1964, l'aéroport de León a été ouvert au trafic commercial. Il y avait maintenant un aérodrome avec des installations pour atterrir dans deux directions. Les limitations aéronautiques ont été publiées en 1967 et n’ont pas été modifiées jusqu’en 1988. En 1990, les gouvernements locaux et régionaux ont décidé de parrainer un projet d’infrastructure aéroportuaire destiné à encourager les activités aéronautiques dans la province. À cette fin, le Conseil Provincial de León a demandé au ministère de la Défense espagnol l’autorisation d’installer des installations civiles sur le terrain de l’aviation militaire, autorisation qui lui a été accordée en 1991.
En 1994, la première phase du projet d’aéroport civil de León a été élaborée et une piste, une route de liaison et une aire de stationnement pour aéronefs ont été construites et inaugurées en 1995. Les plans de la deuxième phase du projet ont été établis en 1997, ainsi un bâtiment de service a été construit et les travaux se sont achevés en janvier 1999. Le 2 juin 1999, l'aéroport civil de León a été officiellement inauguré, à la suite duquel Iberia a mis en place des vols réguliers vers Madrid et Barcelone.
En 2003, un nouveau bâtiment des services de secours et de pompiers a été construit, avec la zone aménagée et paysagère correspondante, ainsi qu'un bloc technique et un réservoir d'eau surélevé. En octobre 2005, les extensions de piste et de stationnement d’avions ont été mises en service et un système d’atterrissage (ILS CAT I) a été installé.
Initialement propriété du Consortium de l'aéroport de León, la compagnie aérienne LagunAir est entrée en service le 29 septembre 2003 avec León comme aéroport hub.
Le 22 décembre 2007, le Premier ministre espagnol de l'époque, José Luis Rodríguez Zapatero, a présenté le troisième agrandissement de l'aéroport. Il s’agissait de la construction d’un nouveau terminal de 9 600 m2 divisé en deux étages, de la création d’une nouvelle aire de stationnement de 30 250 m² et d’un nouveau parking d’une capacité de 275 voitures et de 8 bus. Ces travaux dupliquent la capacité actuelle de l'aéroport et permettent aux aéronefs gros-porteurs, comme le Boeing 757, d'atterrir, élargissant ainsi la portée de vol à 4000 milles marins, rendant ainsi possibles les liaisons vers les États-Unis, le Moyen-Orient et l'Afrique. Le 13 janvier 2008, le Ministère de l'Environnement a décidé qu'une déclaration d'impact sur l'environnement était inutile, permettant ainsi l'approbation immédiate du projet. Enfin, les travaux du nouveau terminal se sont achevés au cours du mois de septembre 2010 et ont été inaugurés par le Ministère des Travaux Publics le 11 octobre 2010.
Aujourd'hui, l'aéroport a une capacité de 600 000 passagers par an, et dispose des installations qui lui permettent potentiellement d'exploiter des vols nationaux et internationaux.
En 2018, l'aéroport a accueilli 55 946 passagers. 3 145 passagers en juin, en hausse de 245,2% par rapport à juin 2017.

### Stimulation Récent
Depuis 2017, un effort visant à augmenter le trafic dans LEN a été déployé, et le trafic a commencé à se développer. Les vols charters et les tours des agences de voyages fournissent depuis longtemps des vols internationaux à León. En 2019, Air Nostrum a annoncé son intention d'étudier la possibilité d'ouvrir des liaisons vers Londres, Paris, Rome ou Francfort en raison de la demande croissante en 2018,.

## Destinations

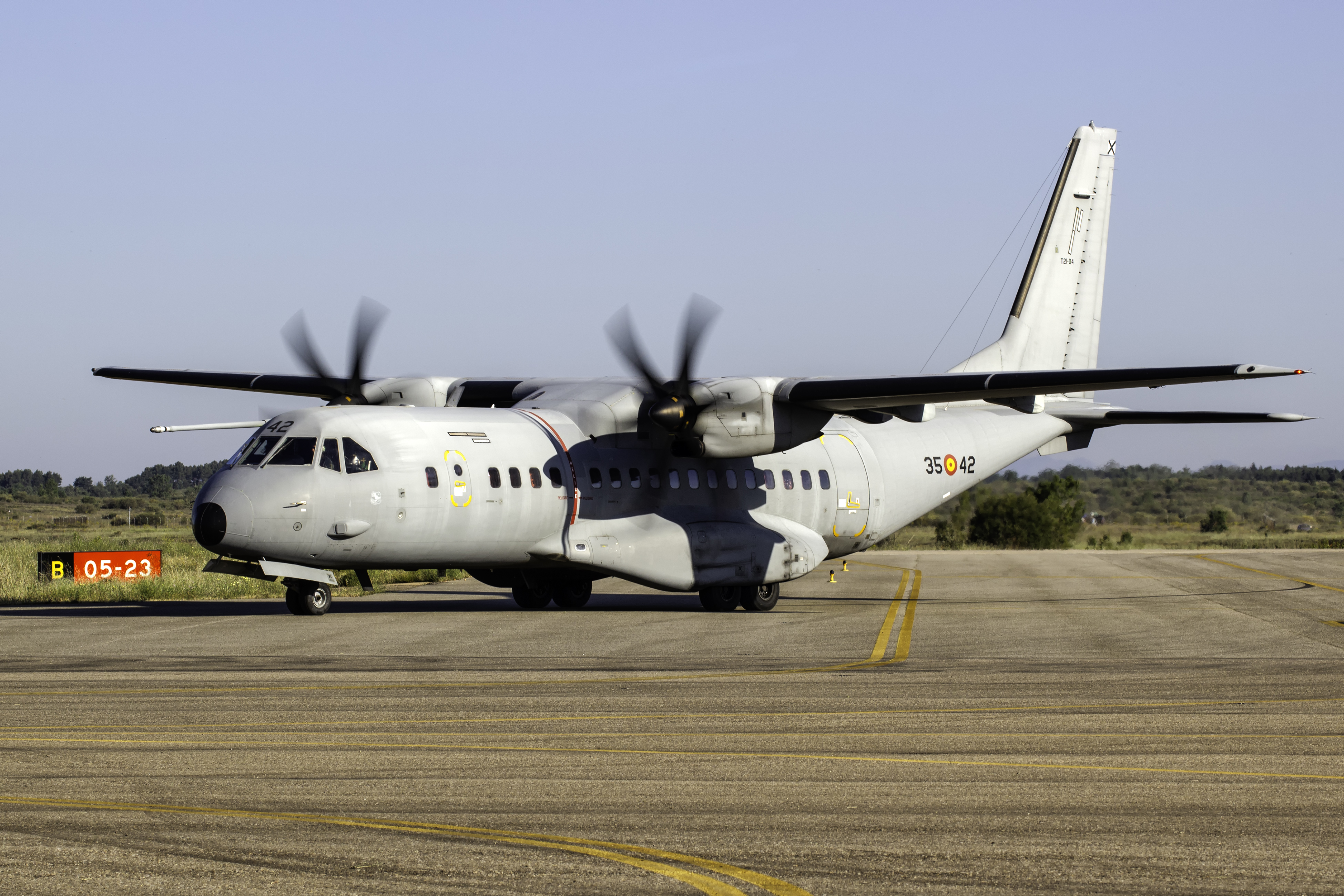
C-295 Ejército del Aire à León.

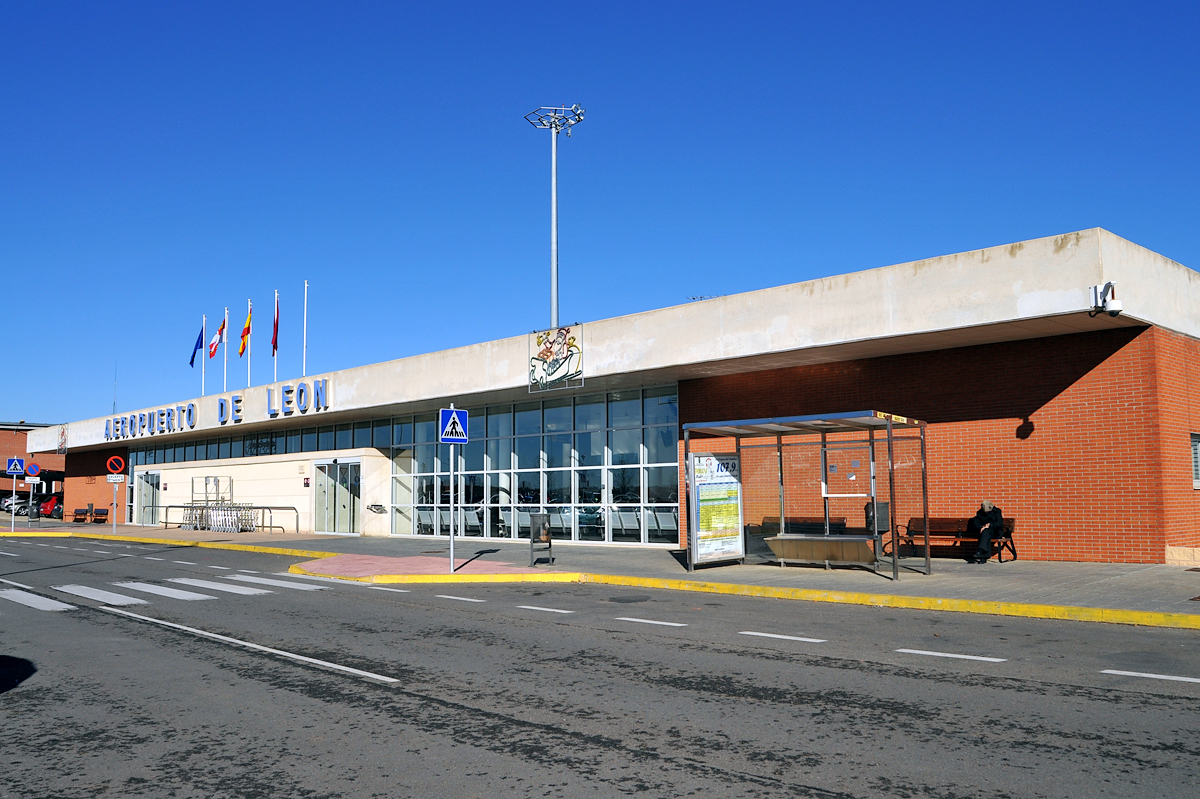
Ancien terminal.

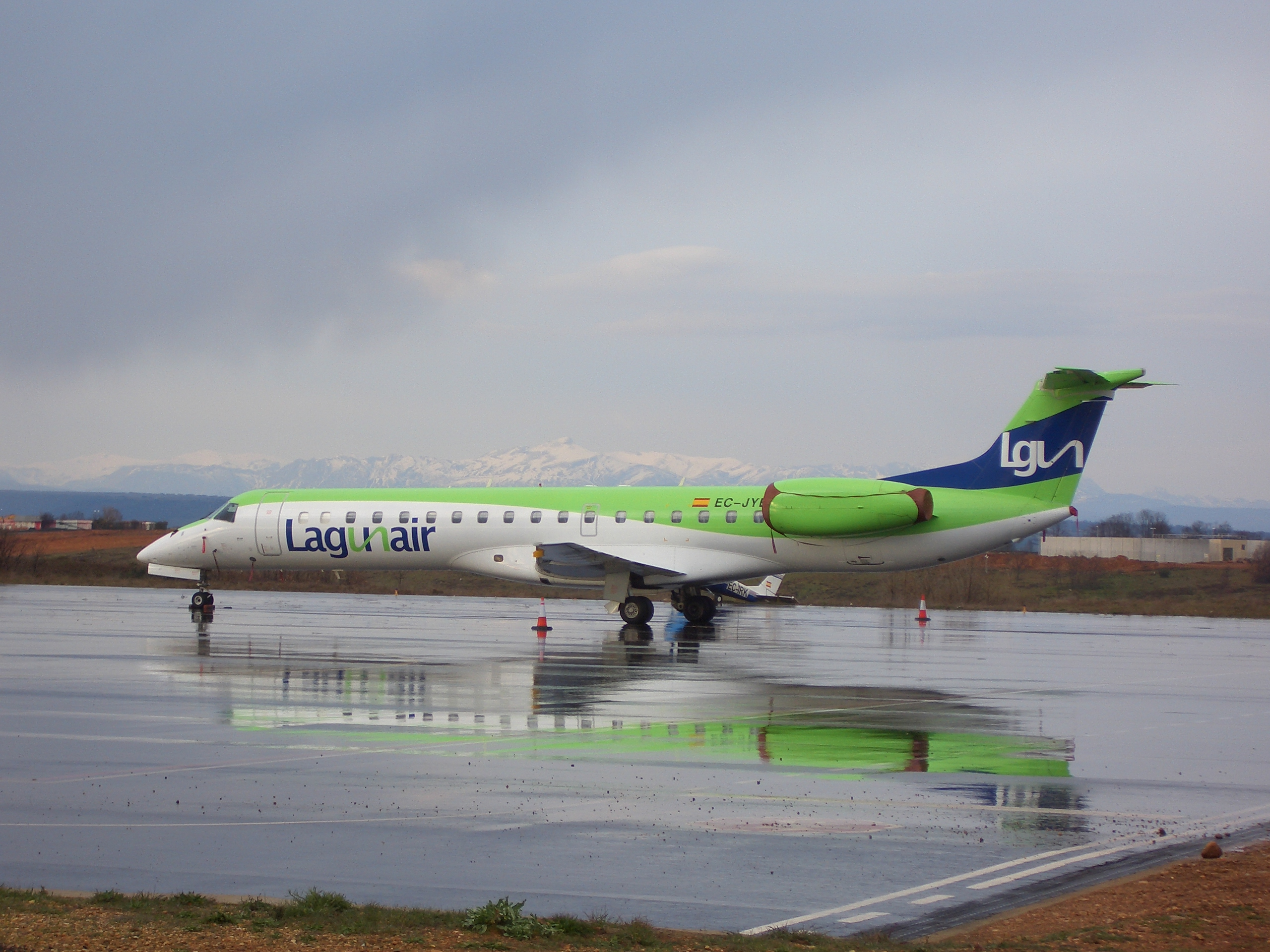
Embraer ERJ 145 de LagunAir à León.

| Compagnies | Destinations |
| ---------- | --- |
| Iberia     | Barcelone-El Prat En saison : Ibiza, Las Palmas/Gran Canaria, Malaga-Costa del Sol, Minorque-Mahón, Palma de Majorque |

Actualisé le 15/04/2023

## Statistiques
| · \| Année \| 2001 \| 2002 \| 2003 \| 2004 \| 2005 \| 2006 \| 2007 \| 2008 \| 2009 \| 2010 \| 2011 \| 2012 \| 2013 \| 2014 \| 2015 \| 2016 \| 2017 \| 2018 \| \| ---------------------- \| ------ \| ------ \| ------ \| ------- \| ------ \| ------- \| ------- \| ------- \| ------ \| ------ \| ------ \| ------ \| ------ \| ------ \| ------ \| ------ \| ------ \| ------ \| \| Passagers \| 24 816 \| 23 972 \| 31 607 \| 65 187 \| 80 894 \| 126 650 \| 161 705 \| 122 809 \| 94 282 \| 93 313 \| 85 725 \| 50 835 \| 30 890 \| 23 133 \| 38 680 \| 36 554 \| 44 389 \| 55 946 \| \| Mouvements \| 2 605 \| 2 793 \| 2 951 \| 5 241 \| 5 279 \| 6 296 \| 7 328 \| 5 700 \| 4 767 \| 4 770 \| 4 461 \| 2 630 \| 1 962 \| 1 397 \| 1 885 \| 1 814 \| 2 236 \| 2 605 \| \| Variation de Passagers \| 17 % \| 3,4 % \| 31,8 % \| 106,2 % \| 24,1 % \| 56,6 % \| 27,7 % \| 24,1 % \| 23,5 % \| 2,0 % \| 8,2 % \| 40,7 % \| 39,5 % \| 25,1 % \| 67,2 % \| 5,6 % \| 21,6 % \| 26,4 % \| \| Variation des Mouv. \| - \| 7,2 % \| 5,7 % \| 66,5 % \| 0,7 % \| 19,3 % \| 16,2 % \| 22,3 % \| 16,4 % \| 0,1 % \| 6,5 % \| 41,0 % \| 25,4 % \| 28,8 % \| 34,9 % \| 3,8 % \| 23,1 % \| 16,5 % \| |        |        |        |         |        |         |         |         |        |        |        |        |        |        |        |        |        |        |
| Année | 2001   | 2002   | 2003   | 2004    | 2005   | 2006    | 2007    | 2008    | 2009   | 2010   | 2011   | 2012   | 2013   | 2014   | 2015   | 2016   | 2017   | 2018   |
| Passagers | 24 816 | 23 972 | 31 607 | 65 187  | 80 894 | 126 650 | 161 705 | 122 809 | 94 282 | 93 313 | 85 725 | 50 835 | 30 890 | 23 133 | 38 680 | 36 554 | 44 389 | 55 946 |
| Mouvements | 2 605  | 2 793  | 2 951  | 5 241   | 5 279  | 6 296   | 7 328   | 5 700   | 4 767  | 4 770  | 4 461  | 2 630  | 1 962  | 1 397  | 1 885  | 1 814  | 2 236  | 2 605  |
| Variation de Passagers | 17 %   | 3,4 %  | 31,8 % | 106,2 % | 24,1 % | 56,6 %  | 27,7 %  | 24,1 %  | 23,5 % | 2,0 %  | 8,2 %  | 40,7 % | 39,5 % | 25,1 % | 67,2 % | 5,6 %  | 21,6 % | 26,4 % |
| Variation des Mouv. | -      | 7,2 %  | 5,7 %  | 66,5 %  | 0,7 %  | 19,3 %  | 16,2 %  | 22,3 %  | 16,4 % | 0,1 %  | 6,5 %  | 41,0 % | 25,4 % | 28,8 % | 34,9 % | 3,8 %  | 23,1 % | 16,5 % |